# Clemens Puppe

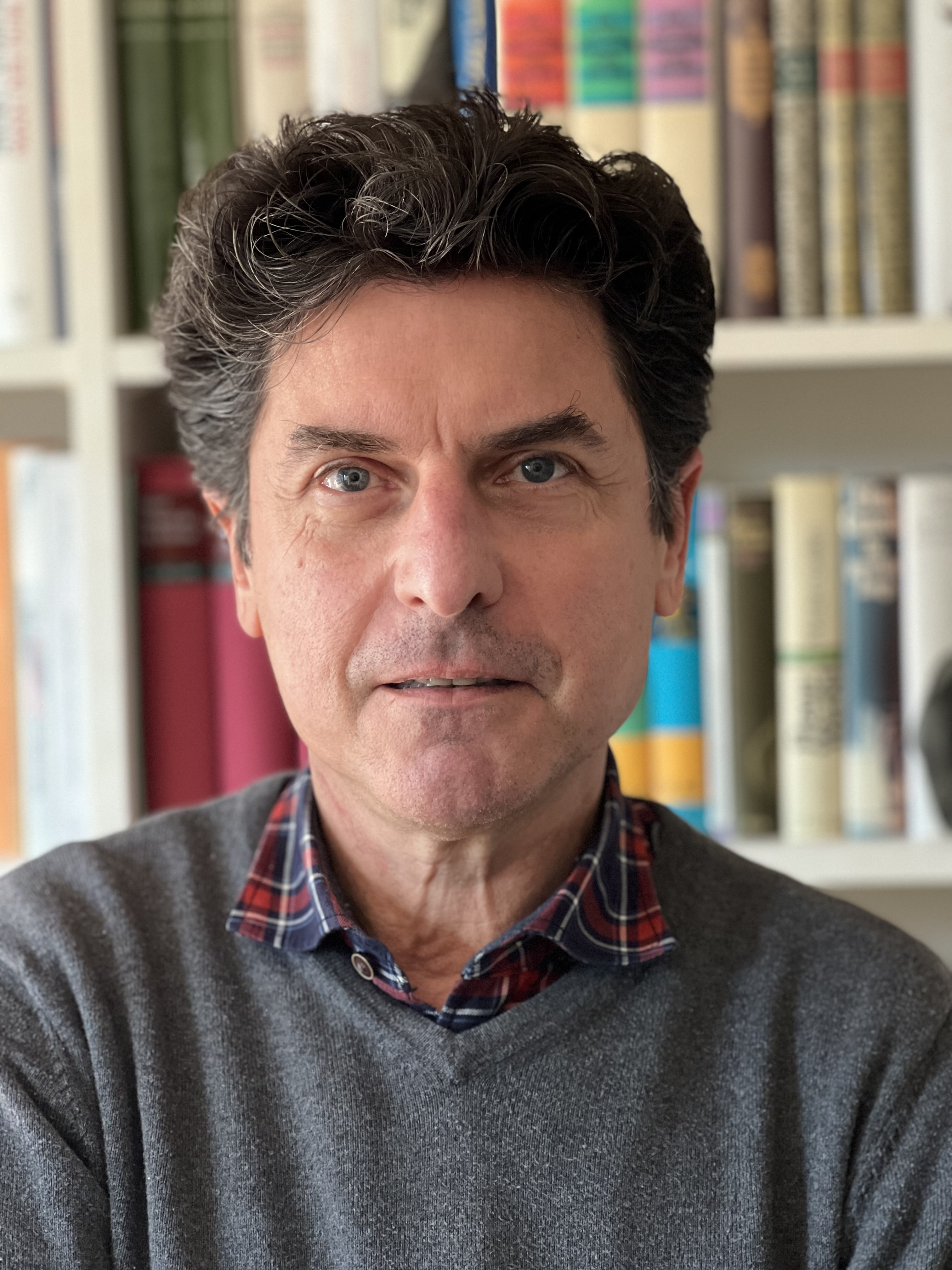
Clemens Puppe, 2022

Clemens Puppe  (* 14. April 1960 in Heidelberg) ist ein  deutscher Wirtschaftstheoretiker. Er ist für seine Beiträge zur individuellen und kollektiven Entscheidungstheorie (Sozialwahltheorie) bekannt.
Clemens Puppe ist Professor am Karlsruher Institut für Technologie und dort Co-Direktor des Instituts für Volkswirtschaftslehre (ECON).

## Leben und Beruf
Clemens Puppe wurde am 14. April 1960 in Heidelberg geboren. Er besuchte dort von 1970 bis 1979 das humanistische Kurfürst-Friedrich Gymnasium. Während der Vorbereitung zur Aufnahmeprüfung an eine Musikhochschule schrieb er sich an der Universität Heidelberg im Fach Mathematik ein. Im Jahre 1983 absolvierte er dort das Vordiplom, nachdem er den Plan eines Musikstudiums zwischenzeitlich aufgegeben hatte. Danach wechselte er an die Freie Universität Berlin, wo er das Studium der Mathematik und Philosophie im Jahre 1987 mit Auszeichnung abschloss.
Von 1987 bis 1991 arbeitete Clemens Puppe als wissenschaftlicher Mitarbeiter am Institut für Statistik und Mathematische Wirtschaftsforschung der Universität Karlsruhe und promovierte im Jahre 1990 mit einer Arbeit zur individuellen Entscheidungstheorie unter Unsicherheit.
Von 1991 bis 1993 wurde Clemens Puppe durch ein Stipendium der Deutschen Forschungsgemeinschaft (DFG) gefördert. Das akademische Jahr 1991/92 verbrachte er als Post-Doctoral Fellow an der Harvard University (Cambridge, MA). Eine für die weitere akademische Laufbahn entscheidende Begegnung war die mit Amartya Sen, der ihn in das Problem der Messung individueller Wahlfreiheit einführte.
Nach seiner Rückkehr nach Europa arbeitete Clemens Puppe von 1993 bis 1997 als wissenschaftlicher Assistent am Institut für Volkswirtschaftslehre der Universität Wien, wo er sich im Jahre 1997 habilitierte.
Im Jahre 1997 nahm Clemens Puppe einen Ruf auf eine C3-Professur an der Universität Bonn an. Seit 2003 ist er als Professor für Wirtschaftstheorie an der Fakultät für Wirtschaftswissenschaften des Karlsruher Institut für Technologie (KIT), der Nachfolgeinstitution der Universität Karlsruhe, tätig. Mehrere Rufe an andere Universitäten hat er abgelehnt.
Clemens Puppe war von 2004 bis 2008 sowie von 2014 bis 2016 Prodekan und von 2008 bis 2012 Dekan der Fakultät für Wirtschaftswissenschaften des KIT. Er war Mitglied des Gründungssenats des KIT und 2018 bis 2022 gewähltes Mitglied des KIT Senats. Seit 2023 ist er Studiendekan des neu eingerichteten Studiengangs Digital Economics.

## Wissenschaftliche Beiträge und akademisches Wirken
Clemens Puppes wissenschaftliche Beiträge liegen im Bereich der mikroökonomischen Entscheidungstheorie. Neben Arbeiten zum Problem der Freiheitsmessung
entstanden in Kollaboration mit Klaus Nehring u. a. Beiträge zur Theorie der Diversität,
der Judgement Aggregation
und der Analyse nicht-manipulierbarer Wahlverfahren.
Weitere Arbeiten im Bereich der `Personnel Economics‘ hat er gemeinsam mit Michel Maréchal und Sebastian Kube verfasst.
Clemens Puppe ist Co-Editor des „Handbook of Rational and Social Choice“ für Oxford University Press und Herausgeber des Journals „Social Choice and Welfare“ beim Springer Verlag. Er ist Träger des Figdor-Preises für Rechts-, Sozial- und Wirtschaftswissenschaften der Österreichischen Akademie der Wissenschaften (1996) und des Distinguished Visitor Awards der University of Auckland in Neuseeland (2013). Von 2020 bis 2023 war er Leading International Researcher der Higher School of Economics, Campus Perm (Russische Föderation). Im akademischen Jahr 2021/22 war er als „Oliver Smithies Fellow“ am Balliol College der Universität Oxford tätig.

## Familie
Clemens Puppe entstammt einer akademischen Familie. Sein Vater war der deutsche Mathematiker Dieter Puppe; sein Onkel, Volker Puppe, ist ebenfalls Mathematiker; seine Tante ist die bekannte Strafrechtlerin Ingeborg Puppe. Einer seiner Vorfahren mütterlicherseits ist der Dirigent Arthur Nikisch.
Clemens Puppe hat fünf Kinder und lebt mit seiner Frau Irina in Heidelberg.